# Сталь (стадион, Алчевск)
«Сталь» (укр. Сталь) — многофункциональный футбольный стадион в городе Алчевск Луганской области. Стадион является домашней ареной для клуба Первой лиги «Сталь». Вместимость 9200 зрителей. Освещение на стадионе 1200 люкс, работами по освещению занималась фирма «Лайт инжениринг». Стадион расположен по адресу ул. Ленинградская, 41. Во втором круге Чемпионата Украины по футболу 2010/2011 и первом круге Чемпионата Украины по футболу 2011/2012 на стадионе играла луганская Заря.

## Ссылки

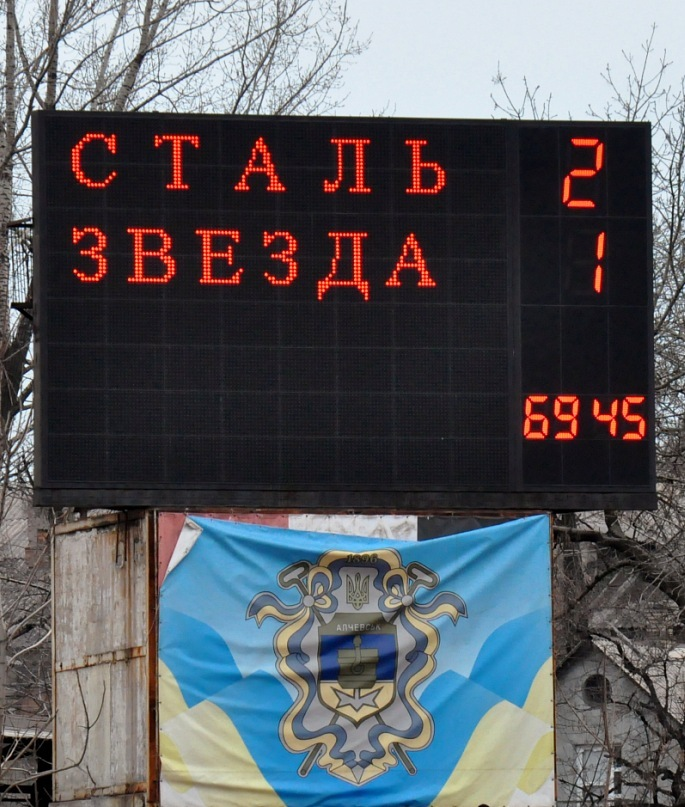
Табло стадиона